# Douglas (Arizona)
Douglas – miasto w Stanach Zjednoczonych, w stanie Arizona, w hrabstwie Cochise.

## Granica
W mieście jest przejście graniczne prowadzące do meksykańskiej miejscowości Agua Prieta, leżącej w  stanie Sonora.